# 格塘村
格塘村是中华人民共和国广东省广州市从化区太平镇所辖的一个行政村。村委会设在格塘，位于神岗圩西面约8千米。1958年人民公社化时成立格塘大队，因驻地在格塘而得名。1983年12月并入莲塘乡，1987年1月分出改称村。辖5条自然村（格塘、马牙庄、蜈蚣冚、万柴坑、芝麻湖）。1998年时，全村共有261户，人口1199人。